# Masahiko Shibayama

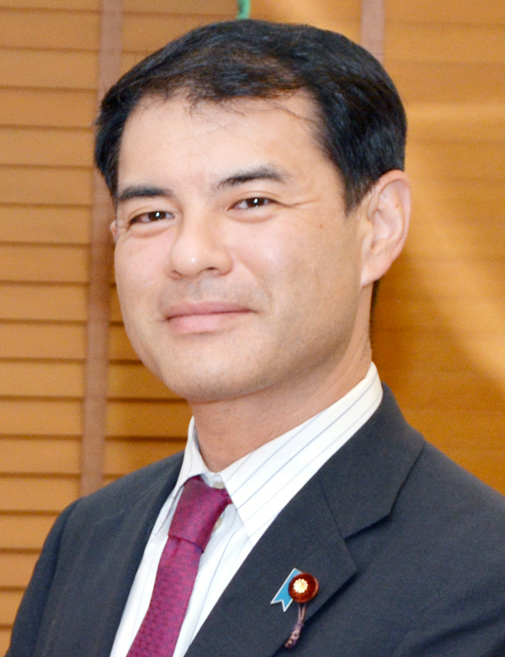
Masahiko Shibayama (2014)

Masahiko Shibayama (jap. 柴山 昌彦, Shibayama Masahiko; * 5. Dezember 1965 in Nagoya, Präfektur Aichi) ist ein japanischer Politiker der Liberaldemokratischen Partei (Hosoda-Faktion), Abgeordneter im Shūgiin, dem Unterhaus des nationalen Parlaments, für den Wahlkreis Saitama 8 und ehemaliger Minister für Bildung, Kultur, Sport, Wissenschaft und Technologie.

## Leben
Shibayama wurde am 5. Dezember 1965 in Nagoya geboren und zog 1982 nach Tokorozawa in der Präfektur Saitama. Von 1984 bis 1990 studierte er Rechtswissenschaft an der Universität Tokio und trat anschließend dem Unternehmen Sumitomo Fudōsan bei. Bereits ein Jahr später verließ er die Firma und bestand 1998 die erste juristische Prüfung; 2000 die zweite und ist seither als Rechtsanwalt registriert. 2004 legte der LDP-Unterhausabgeordnete Masanori Arai (新井 正則, Arai Masanori) nach seiner Verhaftung aufgrund von Korruption sein Abgeordnetenmandat nieder. Die LDP entschied sich bei der Suche nach einem Nachfolger für den frei gewordenen Sitz im Wahlkreis Saitama 8 für Shibayama, der bei der Nachwahl im April 2004 mit 44,9 % der abgegebenen Stimmen den Demokraten Atsushi Kinoshita (木下 厚, Kinoshita Atsushi; 40,1 %) sowie eine KPJ-Kandidatin schlug und ins Unterhaus einzog.
Bei der Wahl 2005 konnte er seinen Vorsprung gegenüber Kinoshita ausbauen und gewann mit 52,5 %. Von 2008 bis 2009 war er „parlamentarischer Staatssekretär“ im Außenministerium. Bei der für die LDP verheerenden Wahl 2009 verlor Shibayama den Wahlkreis an den neuen Demokraten Masatoshi Onozuka (小野塚 勝俊, Onozuka Masatoshi), gelangte jedoch mit einer sekihairitsu („Verlustquote“) von 79,7 % über den Verhältniswahlblock Nord-Kantō ins Unterhaus. 2012 gewann der den Wahlkreis zurück und wurde im zweiten Kabinett Abe Vizeminister im Innenministerium. Im zum ersten Mal umgebildeten Kabinett Shinzō Abe III wurde Shibayama einer von fünf Sonderberatern des Premierministers. Im August 2017 stieg er in der LDP zum stellvertretenden Generalsekretär (筆頭副幹事長; hittō fuku-kanjichō) und zum Sonderberater des Parteivorsitzenden auf.
Premierminister Shinzō Abe berief Shibayama im Oktober 2018 als Minister für Bildung, Kultur, Sport, Wissenschaft und Technologie in das umgebildete vierte Kabinett Abe. Bei einer erneuten Kabinettsumbildung Im September 2019 wurde er durch Kōichi Hagiuda ersetzt.